# Entropi (organisationsteori)
Entropi är ett begrepp med ursprung i termodynamiken och kan sägas vara ett mått på oordningen hos ett tillstånd. Idén om oordning har därefter kommit att användas inom organisationsteori, och begreppet entropi lånats in som en analogi.
Inom organisationsteori (främst systemteori) används termerna entropi respektive negativ entropi för att beskriva graden av organisation. Med stigande entropi minskar organisationens samordning. Vid total entropi har organisationen upphört. Om organisationen sluter sig mot omvärlden tenderar entropin att öka, samtidigt som en kontinuerlig interaktion med omvärlden neutraliserar de entropiska tendenserna.
Alltså kommer ΔS° positiv ge oordning medan ΔS° negativt ordning i systemet.